# Satoshi Shiki
Satoshi Shiki (jap. 士貴 智志, Shiki Satoshi; * 20. November 1970 in Kasugai, Aichi, Japan) ist ein japanischer Manga-Zeichner.

## Leben
Shiki hat keine professionelle Ausbildung als Zeichner gemacht, sondern brachte sich das Zeichnen im Schulalter selbst bei. Er wurde in der Mittelschule Mitglied eines Manga-Clubs, der sein eigenes Dōjinshi-Magazin herausbrachte. Sein Debüt als professioneller Manga-Zeichner machte er mit einigen Kurzgeschichten, die im Manga-Magazin Comic Genki, einer Beilage der Zeitschrift New Type des Kadokawa-Shoten-Verlages, erschienen.
Sein erstes längeres Werk war die Serie Riot, die ebenfalls dort erschien und später in Form von zwei Sammelbänden veröffentlicht wurde. Den Durchbruch schaffte Shiki mit seinem nächsten Werk, dem Manga Kamikaze, der von Mai 1997 bis April 2003 im von Kōdansha herausgebracht werdenden Afternoon-Magazin erschien.
Nach dem Abschluss dieser Serie nahm der Zeichner seine Arbeit an Riot unter dem Titel Riot of the World wieder auf. Dieses erschien bei Shūeishas Ultra Jump-Magazin. Außerdem arbeitete er an einigen kürzeren Geschichten wie Min Min Mint, das im Afternoon-Schwestermagazin Afternoon Season Zōkan zu lesen war. Der Zeichner gestaltete das Character-Design für die 2004 ausgestrahlte Anime-Serie Hikari to Mizu no Daphne und veröffentlichte von 2004 bis 2005 im Young King Ours-Magazin den Manga I: Hikari to Mizu no Daphne auf Basis von dieser. Von 2007 bis 2011 veröffentlichte er XBlade und dann von 2011 bis 2013 XBlade+. Ersterer wurde in 12 und letzterer in 9 Sammelbänden zusammengefasst.
In jüngerer Zeit wurde er auch für Manga-Adaptionen von Romanreihen engagiert, wie Persona × Tantei Naoto von Natsuki Mamiya, die seinerseits wieder auf dem Computerspiel Persona 4 basiert, sowie Shingeki no Kyojin: Before the fall von Ryō Suzukaze, die wiederum auf dem Manga Shingeki no Kyojin von Hajime Isayama basiert.
Shiki arbeitet auch weiterhin als Amateurzeichner und bringt Dōjinshi heraus, so von 2000 bis 2003 etwa Skin.
Planet Manga veröffentlichte Min Min Mint und Kamikaze auf Deutsch sowie Carlsen Verlag Shingeki no Kyojin: Before the fall.

## Werke (Auswahl)
- Riot, 1993–1994.
- Kamikaze (神・風), 1997–2003.
- Riot of the World, 1998–2000.
- Min Min Mint (みんみんミント, Min Min Minto), 2000–2002.
- I: Hikari to Mizu no Daphne (アイ 光と水のダフネ, Ai: Hikari to Mizu no Dafune), 2004–2005.
- XBlade, 2007–2013.
- 69, 2008.
- Genjūza (幻獣坐), 2011–2012.
- Betsuani (べつあに!), 2011–2012.
- Persona × Tantei Naoto (ペルソナ×探偵NAOTO), 2013–2015
- Shingeki no Kyojin: Before the fall (進撃の巨人 Before the fall), 2013–2019.